# Próspera (cidade privada)
Próspera é uma cidade privada e zona econômica especial na ilha de Roatán, no estado centro-americano de Honduras . A cidade é baseada em um conceito do economista americano Paul Romer e pretende formar uma zona autônoma com governo privado e sua própria arquitetura fiscal, regulatória e legal, embora ele tenha se retirado do projeto por questões de transparência.

## Visão geral
Próspera é um assentamento de gestão privada em Honduras com o plano de se tornar uma cidade próspera com infraestrutura moderna. Está localizada em Roatán, uma ilha caribenha na costa norte de Honduras.
Com base na lei hondurenha ZEDE, a Próspera possui uma estrutura normativa e de direito civil própria, independente da de Honduras. No entanto, os ZEDEs permanecem vinculados à constituição hondurenha e seu código de direito penal. A lei ZEDE em Honduras foi inspirada em zonas econômicas especiais de sucesso, como Shenzhen na China ou Dubai nos Emirados Árabes Unidos.
O projeto é administrado pela Honduras Próspera Inc. A empresa é financiada por vários investidores e empresas de capital de risco, incluindo a Pronomos Capital .
Serviços sociais como saúde e educação serão privatizados e financiados por impostos, taxas e venda de terras para novos moradores e investidores. As pessoas físicas também podem solicitar a “e-residency”, que lhes permitirá registrar negócios em Próspera e se beneficiar da estrutura tributária e regulatória local.
Os moradores devem assinar o contrato social da cidade e pagar uma taxa anual se quiserem morar em Próspera, que é de US$ 260 para hondurenhos e US$ 1.300 para estrangeiros.
Em maio de 2021, Próspera tinha 58 hectares. Ela se expandirá ao longo do tempo por meio da compra de terras ou quando os latifundiários hondurenhos incorporam suas propriedades à jurisdição de Próspera. 

## História
A base para o projeto como ZEDE (Zona de Emprego e Desenvolvimento Econômico ) foi lançada em 2011 pelo presidente Porfirio Lobo Sosa, mas foi declarada inválida pelo Supremo Tribunal de Honduras em 2012 porque violaria a soberania nacional de Honduras. Posteriormente, um plano modificado foi aprovado pela Suprema Corte após a substituição dos juízes. O economista americano Paul Romer esteve inicialmente envolvido no projeto, mas saiu logo depois..
No início de 2021, o projeto estava nos blocos de partida e os primeiros edifícios da cidade foram construídos. O arquiteto alemão Patrik Schumacher está envolvido no projeto dos apartamentos..

## Governo
A cidade será governada por um conselho de 9 membros, 5 dos quais eleitos e 4 nomeados por Honduras Próspera Inc.. As decisões devem ser tomadas por maioria de dois terços, dando direito de veto à Honduras Próspera Inc.. Embora a cidade esteja sujeita ao sistema de justiça criminal de Honduras, terá sua própria lei civil.

## Críticas
O projeto é criticado pela falta de transparência em sua implementação. Por se tratar de um projeto de grande porte de investidores estrangeiros em que as leis locais estão praticamente suspensas, também é criticado como imperialista. Teme-se também que a construção e a possível expansão da cidade levem à expropriação da população local e à violação dos direitos humanos.
A Universidade Técnica de Munique desistiu da cooperação com o projeto devido a preocupações com os direitos humanos.